# Série mondiale 1949
Navigation
Édition précédente Édition suivante
La Série mondiale 1949 est la 46e série finale de la Ligue majeure de baseball. 
Elle se joue du 5 au 9 octobre entre les Yankees de New York et les Brooklyn Dodgers.
Les Yankees remportent leur deuxième titre entre trois ans face au Dodgers, le douzième de l'histoire de la franchise. Cette Série est la première de cinq consécutives remportées par les Yankees, un record en Série mondiale.
Lors du match 5 au Ebbets Field, les lumières sont allumées pour terminer la partie à cause de l'obscurité. C'est la première fois dans l'histoire de la compétition qu'un éclairage artificiel est utilisé. Le premier match de nuit ne sera pourtant pas programmé avant 1971.

## Équipes en présence

### New York Yankees
Avec un bilan en saison régulière de 97-57 (V-D% de 0,630), les Yankees de New York sont champions de la ligue américaine, ne devançant les Red Sox de Boston que d'un match seulement. 
C'est la deuxième fois en trois ans que les Yankees retrouvent les Dodgers à ce niveau de compétition. 

### Brooklyn Dodgers
Les Brooklyn Dodgers terminent la saison régulière avec un bilan de 97-57 (V-D% de 0,630), ne devançant les Cardinals de St-Louis que d'un match au classement. Ils sont champions de la ligue nationale.
Jackie Robinson est MVP de la Ligue. Il mène la ligue en Moyenne à la frappe avec 0,342 et en bases volées avec 37.
Les Dodgers tentent de prendre leur revanche deux ans après leur défaite en Série mondiale face aux Yankees.

### Affrontements précédents
Les Yankees ont remporté les deux Séries mondiales opposant les équipes: 4-1 en 1941 et 4-3 en 1947.

## Médias
L'événement est retransmis à la télévision par NBC, CBS, ABC et par DuMont. Le commentateur vedette est Jim Britt.
À la radio, c'est Mel Allen et Red Barber qui commentent pour Mutual.

## Déroulement de la série

### Calendrier des rencontres
La première équipe à remporter quatre parties sur les sept programmées est sacrée championne. 
| Match | Date      | Lieu           | Visiteur         | Hôte             | Score  | Affluence |
| ----- | --------- | -------------- | ---------------- | ---------------- | ------ | --------- |
| 1     | 5 octobre | Yankee Stadium | Brooklyn Dodgers | New York Yankees | 0 - 1  | 66 224    |
| 2     | 6 octobre | Yankee Stadium | Brooklyn Dodgers | New York Yankees | 1 - 0  | 70 053    |
| 3     | 7 octobre | Ebbets Field   | New York Yankees | Brooklyn Dodgers | 4 - 3  | 32 788    |
| 4     | 8 octobre | Ebbets Field   | New York Yankees | Brooklyn Dodgers | 6 - 4  | 33 934    |
| 5     | 9 octobre | Ebbets Field   | New York Yankees | Brooklyn Dodgers | 10 - 6 | 33 711    |

### Match 1
Mercredi 5 octobre 1949 au Yankee Stadium, Bronx, New York.
| Brooklyn Dodgers | 0 | 0 | 0 | 0 | 0 | 0 | 0 | 0 | 0 | 0 | 2 | 0 |
| New York Yankees | 0 | 0 | 0 | 0 | 0 | 0 | 0 | 0 | 1 | 1 | 5 | 1 |
| Lanceurs partants : BRO : Don Newcombe NYY : Allie Reynolds Vic. : Allie Reynolds (1-0) Déf. : Don Newcombe (0-1) HRs: NYY : Tommy Henrich (1) |   |   |   |   |   |   |   |   |   |   |   |   |

Don Newcombe lance un match complet pour les Dodgers, accordant cinq coups sûrs et un point pour une défaite. Il égale le record de retrait sur des prises pour un lanceur perdant dans un match de Série mondiale avec 11.
Tommy Henrich donne la victoire aux Yankees avec un coup de circuit en dernière manche.

### Match 2
Jeudi 6 octobre 1949 au Yankee Stadium, Bronx, New York.
| Brooklyn Dodgers                                                                                          | 0 | 1 | 0 | 0 | 0 | 0 | 0 | 0 | 0 | 1 | 7 | 2 |
| New York Yankees                                                                                          | 0 | 0 | 0 | 0 | 0 | 0 | 0 | 0 | 0 | 0 | 6 | 1 |
| Lanceurs partants : BRO : Preacher Roe NYY : Vic Raschi Vic. : Preacher Roe (1-0) Déf. : Vic Raschi (0-1) |   |   |   |   |   |   |   |   |   |   |   |   |

Gil Hodges frappe un simple faisant marquer Jackie Robinson en deuxième manche pour une victoire des Dodgers.

### Match 3
Vendredi 7 octobre 1949 au Ebbets Field, Brooklyn, New York.
| New York Yankees | 0 | 0 | 1 | 0 | 0 | 0 | 0 | 0 | 3 | 4 | 5 | 0 |
| Brooklyn Dodgers | 0 | 6 | 0 | 1 | 0 | 0 | 0 | 0 | 2 | 3 | 5 | 1 |
| Lanceurs partants : NYY : Joe Page BRO : Ralph Branca Vic. : Joe Page (1-0) Déf. : Ralph Branca (0-1) HRs: BRO : Pee Wee Reese (1), Luis Olmo (1), Roy Campanella (1) |   |   |   |   |   |   |   |   |   |   |   |   |

Malgré trois coups de circuits, les Dodgers s'inclinent d'un point face aux Yankees.

### Match 4
Samedi 8 octobre 1949 au Ebbets Field, Brooklyn, New York.
| New York Yankees | 0 | 0 | 0 | 3 | 3 | 0 | 0 | 0 | 0 | 6 | 10 | 0 |
| Brooklyn Dodgers | 0 | 0 | 0 | 0 | 0 | 4 | 0 | 0 | 0 | 4 | 9  | 1 |
| Lanceurs partants : NYY : Eddie Lopat BRO : Don Newcombe Vic. : Eddie Lopat (1-0) Déf. : Don Newcombe (0-2) Sauv. : Allie Reynolds (1) |   |   |   |   |   |   |   |   |   |   |    |   |

### Match 5
Dimanche 9 octobre 1949 au Ebbets Field, Brooklyn, New York.
| New York Yankees | 2 | 0 | 3 | 1 | 1 | 3 | 0 | 0 | 0 | 10 | 11 | 1 |
| Brooklyn Dodgers | 0 | 0 | 1 | 0 | 0 | 1 | 4 | 0 | 0 | 6  | 11 | 2 |
| Lanceurs partants : NYY : Vic Raschi BRO : Rex Barney Vic. : Vic Raschi (1-1) Déf. : Rex Barney (0-1) Sauv. : Joe Page (1) HRs : NYY : Joe DiMaggio (1) BRO : Gil Hodges (1) |   |   |   |   |   |   |   |   |   |    |    |   |

## MVP
Joe Page, le lanceur des Yankees de New York, est élu MVP de la Série mondiale.